# 溶連菌感染症
溶連菌感染症（ようれんきんかんせんしょう、英: Streptococcal infection）はグラム陽性球菌のうちレンサ球菌属（英: 羅: Streptococcus, 複数形は-cocci）によって惹き起こされる感染症。
特に化膿レンサ球菌（英: 羅: Streptococcus pyogenes）による感染症は特に頻度が高いため、「溶連菌」は化膿レンサ球菌の事を、「溶連菌感染症」は化膿レンサ球菌感染症を指して使われることが多い。

## 病原体
レンサ球菌はグラム陽性球菌でLancefieldの血清学的分類により、A群、B群、C群、G群などに分けられる。また、レンサ球菌はヒツジ赤血球加血液寒天培地上での性状により、不完全溶血となるα溶血、完全溶血となるβ溶血、非溶血となるγ溶血に分けられる。
このうち最も多くみられるのがA群β溶血性レンサ球菌（溶連菌）Streptococcus pyogenesで、菌種名としては化膿レンサ球菌と呼ばれる。
Streptococcus pyogenes（A群溶血性レンサ球菌）
健常人の咽頭、鼻腔、消化管などの常在菌で、菌量が一定程度以上になると上気道感染症などの症状を起こす。上気道感染症のほかには、皮膚感染症、中耳炎、産褥熱、リウマチ熱、急性糸球体腎炎、壊死性筋膜炎、劇症型溶連菌感染症（毒素性ショック症候群、Streptococcal Toxic Shock-like Syndrome : STSS) などを引き起こす。
Streptococcus agalactiae（B群溶血性レンサ球菌：GBS）
経尿道的に膀胱炎を起こしたり、妊娠末期に新生児に感染することがある。新生児B群溶連菌感染症は死亡率が20%に達する。
Streptococcus dysgalactiae subsp. equisimilis（SDSE、主にG群及びC群)
呼吸器や皮膚の常在菌で病原性は低いと考えられていたが、2005年にG群レンサ球菌によるSTSSと診断された症例が初めて報告された。その後の調査では糖尿病や脳血管障害、腎疾患など基礎疾患を持つ患者に、敗血症、STSS、化膿性関節炎が多発する傾向があることが明らかになっており。
以下では最も多くみられるA群β溶血性レンサ球菌（Streptococcus pyogenes、菌種名は化膿レンサ球菌）を中心に述べる。

## 臨床症状と治療
臨床症状として発熱、咽頭痛や咽頭発赤および頚部リンパ節炎（発疹を伴う場合あり）、苺舌などがみられる。

### 上気道感染症
咽頭・扁桃炎や気管支炎、猩紅熱などの上気道感染症などがみられる。
急性咽頭炎・急性扁桃炎
年長小児から成人に発症する、一般的な溶連菌急性感染症。A群β溶連菌（Streptococcus pyogenes）による急性咽頭炎は、小児の咽頭炎の15〜30％、成人の5〜10％を占める。主症状は発熱･咽頭痛で、その他、頭痛･腹痛･嘔気･鼻閉などを伴うことも少なくないが、咳や鼻汁などの気道症状には乏しい。咽頭は著しく発赤し、口蓋扁桃（いわゆる扁桃腺）は腫脹して黄白色の滲出物が付着することが多く、所属リンパ節である前頚部リンパ節が圧痛を伴って腫脹することが多い。問診におけるCentor's score（38度より高い発熱、圧痛を伴う前頸部リンパ節腫脹、扁桃の白苔や浸出液、咳嗽を欠く）がすべてそろえば、A群β溶連菌の可能性が75％程度になる。
治療の第一選択はペニシリン系抗菌薬（ベンジルペニシリンが理想だがアモキシシリンが一般的）の投与であり、通常は内服治療が可能。咽頭痛などのために内服が困難な場合、抗菌薬の筋注または点滴静注を行う。ペニシリンアレルギーのある患者にのみ、マクロライド系（クラリスロマイシン）の適応がある。リウマチ熱（心炎、多関節炎など）の予防のため、計10日間の服用が必要。
猩紅熱（しょうこうねつ）
猩紅熱（英: Scarlet fever）は、乳幼児に多い、溶連菌の産生する毒素及び菌体に対する一種の免疫アレルギー疾患である。

### 皮膚感染症
皮膚感染症として伝染性膿痂疹や丹毒、深部の蜂巣炎などがみられる
伝染性膿痂疹（でんせんせいのうかしん）
一般的に「とびひ」として知られる。伝染性膿痂疹の起炎菌はそのほとんどが黄色ブドウ球菌（英: 羅: Staphylococcus aureus）である。
掌蹠膿疱症
これらの皮膚疾患は細菌アレルギーが関与して生じているという報告があり抗ストレプトリジンO（ASO）の上昇がみられる。

### 合併症
化膿性合併症として肺炎、髄膜炎、敗血症など、非化膿性合併症としてリウマチ熱、急性糸球体腎炎などを起こすことがある。
リウマチ熱
英: rheumatic fever, RF
心炎、多関節炎、発疹（輪状紅斑）、皮下結節、不随意運動が主症状である。溶連菌感染症から数週間経過後に発症する。膠原病の関節リウマチとはまったく異なる疾患である。
急性糸球体腎炎
英: Acute glomerulonephritis
溶連菌による呼吸器感染からは1 - 2週間後、皮膚感染からは3 - 6週間後に発症することがある。

### 劇症型溶連菌感染症
黄色ブドウ球菌を菌体とする病態にtoxic shock syndromeがあるが、同様の病態を示すものに溶連菌感染症の原因となるA群溶連菌を病原体とするtoxic shock-like syndrome（TSLS）があり急速に進行することを特徴とする。後者はトキシックショック様症候群とも訳され、レンサ球菌を病原体とすることからStreptococcal Toxic Shock-like Syndrome（severe invasive streptococcal infection）として区別され、劇症型溶連菌感染症や劇症型溶血性レンサ球菌感染症とも呼ばれている（略称はTSLSのほかSTSSも用いる）。四肢が侵され病巣が拡大することから俗に人食いバクテリアと呼ばれているものの一つである。
劇症型溶血性レンサ球菌感染症は、感染症法上、「5類」に分類されている。
国立感染症研究所によると、日本国内における劇症型溶血性レンサ球菌感染症の報告数が2022年以降、増加している。2023年夏以降は、2010年代にイギリスで流行した病原性・伝播性が高い「S. pyogenes M1UK lineage(UK系統株)」の集積が確認されている。

## 検査
咽頭扁桃炎、伝染性膿痂疹など、病巣を直接綿棒などで擦過できる部位の感染症では、擦過物を血液寒天培地で培養することにより溶連菌が発育することをもって、溶連菌感染(あるいは保菌)を診断できる。化膿性関節炎、リンパ節炎などで膿が採取できる場合には膿の培養が有用であり、敗血症を伴う感染(侵襲性感染症)では血液培養が陽性となることも多い。
咽頭炎の場合、迅速テストの感度は80〜90％、特異度は90％を超える。陽性なら抗菌薬を開始し培養は不要となる。陰性の場合、咽頭ぬぐい液の培養24〜48時間で結果が得られる。感度は90％を超える。治療の開始が9日遅れてもリウマチ熱の発症率に影響を与えないといわれる。
リンパ節炎があるが化膿していない場合や、蜂窩織炎など直接検体を採取できない場合、または急性糸球体腎炎やアナフィラクトイド紫斑病など、急性感染症以外の合併症の場合にGAS感染を証明するには、血清診断が有用である。抗ストレプトリシン抗体価(ASLO)、抗ストレプトキナーゼ抗体価(ASK)がこの目的で使用される。

## 予防
感染経路は飛沫感染である。特異的な予防法はなく、うがい、手洗いなどの一般的な予防法の励行が予防法となる。

## 関連法規
学校保健安全法によって定められその他に分類される伝染病であり、溶連菌感染症に罹患した学童は、適切な治療が開始されてから24時間は登校することができない。